# لا تراویاتا
لا تراویاتا (به ایتالیایی: La traviata) اپرایی در سه پرده که توسط جوزپه وردی ساخته شده‌است. اپرانامه آن را فرانچسکو ماریا پیاوه، اپرانامه‌نویس و شاعر ایتالیایی، بر اساس نمایش‌نامه خانم کاملیا (۱۸۵۲ میلادی) اقتباس شده از رمانی اثر الکساندر دوما (پسر)، نوشته است. این اپرا در تاریخ ۶ مارس ۱۸۵۳، با نام ویولتا - شخصیت اصلی داستان - برای نخستین بار در خانه اپرای لا فنیچه ونیز به روی صحنه رفت.

## تاریخچه
پیاوه و وردی قصد داشتند که زمان رخداد وقایع این اپرا را برای دوران معاصر تنظیم کنند، اما اصرار افراد مسئول و با نفوذ در خانه نمایش لا فنیچه باعث شد که زمان گذشته (حدود ۱۷۰۰ میلادی) برای آن انتخاب شود؛ تا اینکه سرانجام در سال ۱۸۸۰، آهنگساز و اپرانویس این اثر پر طرفدار، توانستند به خواسته خود؛ یعنی برگرداندن زمان اپرا به عصر حاضر، تحقق بخشند.
از اواخر ۱۸۵۱ تا مارس ۱۸۵۲، جوزپه وردی و همسرش از پاریس دیدن می‌کردند و در ماه فوریه بود که به تماشای نمایشخانم کاملیا اثر الکساندر دوما (پسر)  رفتند. بنابر گفته‌های زندگی‌نامه‌نویس وردی، این آهنگساز به شدت تحت تأثیر داستان این اثر قرار گرفته و بلافاصله تصمیم به ساخت اپرایی با همین مضمون می‌کند؛ که بعدها "لا تراویاتاً نام می‌گیرد. از طرفی ژولیان بادن - پژوهشگر اپرا و تهیه‌کننده برنامه‌های رادیویی - اظهار می‌داشت که وردی قبل از دیدن این نمایش، کتاب آن را خوانده بوده و هنگامی که به ایتالیا بازگشته و روی اپرای " تراواتور " کار می‌کرده، اندیشه ساخت لا تراویاتا را در سر می‌پرورانده است.
پس از نخستین اجرای این اپرا، عده ایی آن را مورد نقد قرار دادند؛ چرا که ایفای نقش ویولتا، که کم سنّ و به شدت بیمار بوده، بر عهده " فنی سالوینی- دوناتلی " که زنی ۳۸ ساله و با وزن بالا بود، گذاشته می‌شود. وردی نیز قبلاً، به نامناسب بودن این انتخاب اشاره کرده بود؛ اما مسئولین تئاتر نظر او را نادیده گرفته بودند. با این وجود، پایان نمایش نخست با تشویق و تحسین اندک حضار همراه بود؛ در حالیکه در پایان، در بخشی که خواننده سوپرانوی فربه در بستر مرگ افتاده بود، حضار این صحنه را غیرواقعی یافته و به تمسخر نمایش پرداختند. کار به جایی کشید که صدای خوانندگان نیز شنیده نمی‌شد. وردی اجرای آن شب را «شکستی مفتضحانه» نامید. او فردای آن روز به دوستش نوشت: «زمان مشخص خواهد کرد که دلیل ناموفق بودن این اثر چیست؛ آیا اشکال از بازیگران است یا خود اپرا!؟»
دومین اجرای لا تراویاتا به اصرار یکی از دوستان وردی و در سالن کوچک‌تری و با بازیگران جدیدی انجام گرفت که با استقبال مردم روبرو شد. از آن زمان لا تراویاتا کم‌کم به سالن‌های اپرای اروپا نیز راه یافت و در تاریخ ۳ دسامبر ۱۸۵۶، در آمریکا - آکادمی موسیقی نیویورک - اجرا شد. جرج تمپلتون استرانگ، وکیل و روزنامه‌نگار آمریکایی، می‌نویسد: "مردم می‌گویند که صحنه‌های این اپرا غیر اخلاقی است، اما من در مقایسه با اپراهای دیگر چیز بدتری نمی‌بینم؛ چه بسا که اپرای دون ژوان مملو از صحنه‌های بی بند و باری و شهوترانی می‌باشد. " روزنامه‌نگاران نیویورک پست نیز این اپرا را با دون ژوان مقایسه کرده و ابراز داشتند که اگر کسی نشسته و تمامی صحنه‌های آن را با بیخیالی نگاه کرده، بعید است که هنگام تماشای لا تراویاتا خم به ابرو بیاورد یا صورتش سرخ شود!
با گذشت زمان، لا تراویاتا به اثری فوق‌العاده مشهور و محبوب تبدیل شده و هم‌اکنون در رده‌بندی پر اجراترین‌ها در دنیا، رتبه نخست را به خود اختصاص داده است.

## نقش‌ها

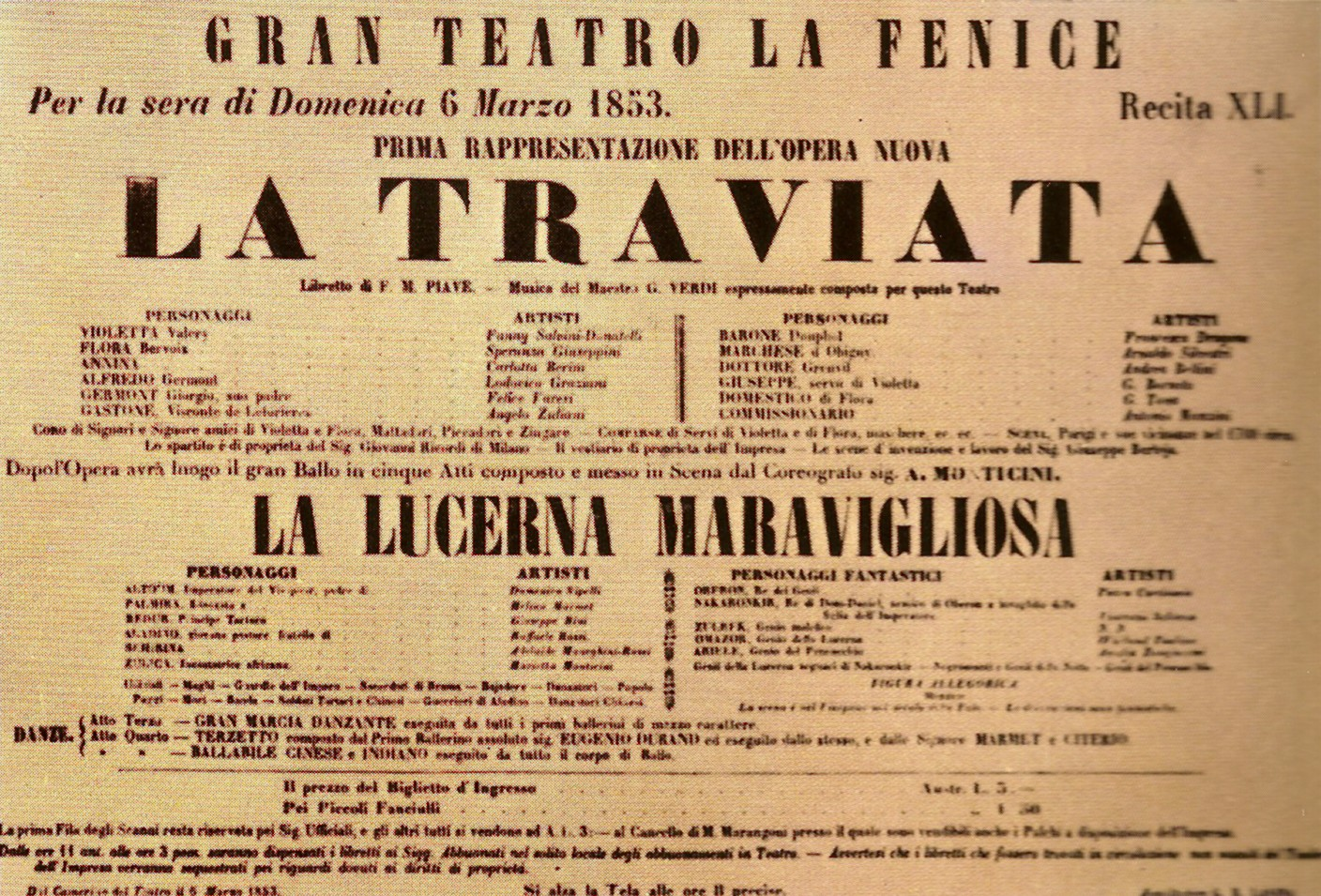
پوستر نخستین اجرای لا تراویاتا

| نقش                                              | نوع صدا      |
| ------------------------------------------------ | ------------ |
| ویولتا والری؛ یک روسپی                           | سوپرانو      |
| آلفردو جرمونته؛ جوانی از یک خانواده اصیل و متعصب | تنور (صدا)   |
| جورجیو جرمونته؛ پدر آلفردو                       | باریتون      |
| فلورا؛ دوست ویولتا                               | متزو سوپرانو |
| آنینا؛ ندیمه ویولتا                              | سوپرانو      |
| گاستون؛ دوست آلفردو                              | تنور         |
| بارون دوفول؛ رفیق ویولتا و رقیب آلفردو           | باریتون      |
| مارکزه دبینی                                     | باس          |
| دکتر گرنویل                                      | باس          |
| جوزپه؛ خدمتکار ویولتا                            | تنور         |
| خدمتکار فلورا                                    | باس          |
| عضوی از یک هیئت (کمیسیونر)                       | باس          |

## خلاصه داستان
مکان: پاریس و حومه آن
زمان: اوایل قرن ۱۸ میلادی

### پرده یک
تالاری در خانه ویولتا
ویولتا، به مناسبت احساس بهبودی از بیماری، در خانه‌اش جشن بزرگی بر پا کرده‌است. گاستون - یک اشراف زاده - به همراه دوستش آلفردو جرمونته، در میهمانی حضور دارند؛ آلفردو مدت زیادیست که مجذوب ویولتا شده و دورادور او را زیر نظر دارد. هنگام وارد شدن به سالن، گاستون به ویولتا می‌گوید که آلفردو عاشقش شده و در تمام مدتی که او بیمار بوده، هر روز به در خانه‌اش آمده و جویای حالش بوده‌است. آلفردو هم به میان صحبت آن‌ها آمده و گفته‌های گاستون را تأیید می‌کند.
بارون دوفول - معشوق فعلی ویولتا - منتظر ویولتاست تا او را در سالن همراهی کند؛ میهمانان تقاضا دارند که بارون با ایراد یک سخنرانی، فضا را صمیمانه تر کرده و باده نوشی را آغاز کنند؛ اما او قبول نمی‌کند؛ بنابراین، مدعوین رو به آلفردو کرده و از او می‌خواهند که یک «بریندیزی» (آواز قبل از نوشیدن) برایشان بخواند؛ مرد جوان هم قبول می‌کند (آلفردو، ویولتا، گروه کر: بیایید از جام‌های شادی‌بخش بنوشیم).
از سالنی دیگر، صدای ارکستر به گوش می‌رسد و میهمانان برای رقص به آنجا می‌روند. ویولتا احساس سر گیجه می‌کند و به دوستانش می‌گوید که کمی بعد، وقتی حالش بهتر شود به آن‌ها ملحق خواهد شد. میهمانان سرگرم شادمانی و پایکوبی می‌شوند؛ در حالیکه ویولتا در آینه، به چهره رنگ پریده و بیمارگونه خود می‌نگرد. آلفردو پیش او می‌آید و می‌گوید که بسیار نگران سلامتی اوست و سپس عشق و عواطف قلبی اش را به او ابراز می‌دارد (Alfredo, Violetta: Un dì, felice, eterea). ویولتا گفته‌های مرد جوان را نادیده می‌گیرد و اظهار می‌دارد که عشق برایش هیچ معنایی ندارد؛ در حالیکه در درون خود احساس می‌کند علاقه آلفردو نسبت به او با دیگران متفاوت است. این احساس درونی ویولتا باعث می‌شود که هنگام ترک آلفردو، گلی را به او بدهد و از وی بخواهد وقتیکه گل پژمرده شد، نزدش باز گردد و به مرد عاشق وعده ملاقات در آن روز را می‌دهد.
وقتی میهمان‌ها می‌روند، ویولتا به فکر فرو می‌رود که آیا آلفردو می‌تواند مرد زندگی اش باشد (Violetta: Ah, fors'è lui)؛ از طرفی، تمایلی هم به کنار گذاشتن آزادی‌ها و نحوه زندگی کنونی خود ندارد(Violetta: Sempre libera). از دور صدای آلفردو که آوازی عاشقانه برای ویولتا می‌خواند، به گوش می‌رسد.

### پرده دو
صحنه اول: ویلای ویولتا در حومه شهر پاریس
سه ماه بعد، آلفردو و ویولتا زندگی شاد و آرامی را در ویلای ویولتا، در حومه شهر پاریس، می‌گذرانند. ویولتا دلباخته آلفردو شده و شیوه زندگی گذشته خود را کاملاً کنار گذاشته است. آلفردو هم از بودن با ویولتا بسیار راضی و خوشحال است (Alfredo: De' miei bollenti spiriti / Il giovanile ardore).
آنینای خدمتکار، از پاریس به آنجا میاید؛ وقتی آلفردو دلیلش را می‌پرسد، او می‌گوید که برای رفاه بیشتر آن‌ها در زندگی کنونی شان، ویولتا اسبها، کالسکه‌ها و دیگر اموالش را در پاریس به فروش گذاشته است و می‌باید به مسائل مربوط رسیدگی شود. آلفردو از این خبر جا می‌خورد و بلافاصله برای سر و سامان دادن به امور و به قصد پاریس آنجا را ترک می‌کند. ویولتا به خانه می‌آید و کارت دعوتی از طرف دوستش فلورا، برای حضور در میهمانی همان عصر در پاریس، دریافت می‌کند.
پدر آلفردو، جیورجو جرمونته، به ویلای ویولتا میاید؛ او از زن جوان می‌خواهد که رابطه اش با آلفردو را هر چه زودتر تمام کند؛ چرا که وصلت با بانوی بدنامی مثل او در شأن خانواده آن‌ها نبوده و به‌علاوه باعث برهم خوردن نامزدی دخترش نیز خواهدشد (Giorgio: Pura siccome un angelo). رفتار متشخصانه و موقرانه ویولتا، تا حدود زیادی با آنچه که پدر آلفردو از یک روسپی انتظار داشته متفاوت تر می‌نماید؛ اما با این حال و حتی با وجود دریافتن عشق خالصانه او به پسرش، به اصرار از او می‌خواهد که دیگر آلفردو را نبیند. تن دادن به این جدایی برای ویولتا بسیار سخت بود؛ اما او در آخر، به خاطر مصلحت‌های خانوادگی آلفردو، به شکستن عهدش با معشوقش رضایت می‌دهد(Violetta, Giorgio: Dite alla giovine sì bella e pura). برای سپاس و قدرشناسی از لطف و تصمیم فداکارانه ویولتا، جیورجیو بوسه ایی بر پیشانی دختر دلشکسته می‌زند و او را با ضجه‌ها و غٔصه‌هایش تنها می‌گذارد.
ویولتا نامه ایی به فلورا نوشته و دعوتش را برای میهمانی پاریس قبول می‌کند؛ سپس به رسم وداع، نامه ایی نیز برای آلفردو می‌نویسد. آلفردو سر می‌رسد؛ ویولتا نمی‌تواند اندوهش را مخفی نگاه دارد و شروع به گریه و زاری می‌کند؛ او به‌طور مکرر علاقه پاکش به آلفردو را بزبان می‌آورد و از او نیز می‌خواهد که این عشق را همیشه به خاطر بسپارد (Violetta: Amami, Alfredo, amami quant'io t'amo). ویولتا با عجله نامه خداحافظی را به خدمتکارش می‌دهد تا پس از خروج او، به دست آلفردو برساند. پس از رفتن ویولتا به مهمانی فلورا، خدمتکار نامه را به آلفردو می‌دهد و همچنان که وی مشغول خواندن بوده، پدرش وارد می‌شود و برای منحرف کردن ذهن آشفته پسرش، شروع به صحبت از خانواده‌شان در پروانس می‌کند (Giorgio: Di Provenza il mar, il suol chi dal cor ti cancellò? your heart).
آلفردو احساس می‌کند که ویولتا از عشق او دلزده شده و دوباره حال و هوای بارون به سرش زده است؛ او کارت دعوت را هم روی میز می‌بیند و فکر می‌کند که ویولتا برای خوش گذرانی و دیدن دوستان قدیمی‌اش، رفتن به این میهمانی را قبول کرده‌است. مرد جوان به شدت خشمگین و مضطرب شده و تصمیم می‌گیرد که به آن میهمانی رفته و با ویولتا رودررو گردد؛ تلاش‌های پدرش هم برای ممانعت وی از اینکار بی‌نتیجه می‌ماند و آلفردو راهی پاریس می‌شود.
صحنه دوم: میهمانی خانه فلورا

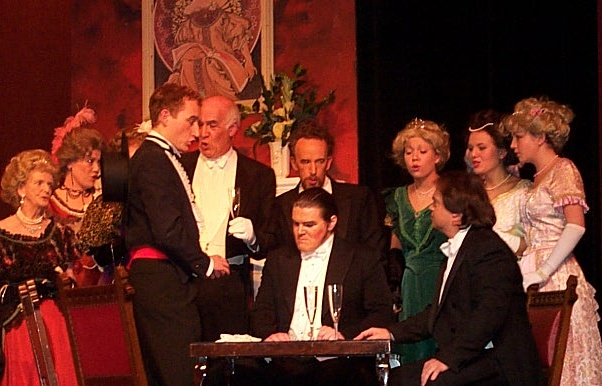
صحنه دو از پرده دوم، اجرا در سال ۲۰۰۴

فلورا از جدایی ویولتا و آلفردو خبر دار می‌شود و مانند همه کسانی که به این ماجرا پی برده بودند، شگفت زده می‌شود. موسیقی و رقص و آواز برای شادی و سرگرمی میهمانان آغاز می‌شود(Chorus: Noi siamo zingarelle venute da lontano; Di Madride noi siam mattadori) گاستون و دوستانش نیز شروع به آواز خواندن می‌کنند (Gastone, chorus, dancers: È Piquillo un bel gagliardo Biscaglino mattador). ویولتا با بارون وارد می‌شوند؛ آن‌ها آلفردو را پای میز قمار می‌بینند؛ وقتی آلفردو نیز آن‌ها را با هم می‌بیند، با صدای بلند اعلام می‌کند که امشب ویولتا را با خود به خانه بر خواهد گرداند. برای تلافی حرف‌های آزار دهنده آلفردو، بارون با او پای میز قمار نشسته و شروع به بازی می‌کند؛ تا زمانی‌که فلورا حضار را به میز شام دعوت می‌کند، آلفردو مقدار زیادی پول برنده شده بوده و با دست پر، بازی را برای صرف غذا ترک می‌کند.
وقتی مدعوین به سمت سالن غذا خوری می‌رفتند، ویولتا آلفردو را به کناری می‌برد و از او می‌خواهد که میهمانی را ترک کند؛ چرا که بارون از حضور وی بسیار عصبانیست و ممکن است به وی پیشنهاد دوئل بدهد. آلفردو باز هم خیال می‌کند که ویولتا میل دارد با بارون تنها باشد و بدون حضور او خوش بگذراند؛ او از ویولتا می‌خواهد که به بیوفایی اش اعتراف کند. ویولتا قولش به پدر آلفردو را به خاطر می‌آورد و با اندوه و عذاب وجدان، اظهار می‌دارد که عاشق بارون است. پس از این گفته، آلفردو خشمگینانه میهمانان را صدا می‌زند تا شاهد آنچه می‌گوید باشند (Questa donna conoscete). او جلوی همه، شروع به تحقیر و تقبیح ویولتا می‌کند و همه پولی را که از قمار برنده شده بود، بابت باز پرداخت آن چند ماهی که ویولتا خود را در اختیار وی گذاشته، به سمتش پرتاب می‌کند. ویولتا از شدت غٔصه و ناراحتی بیهوش می‌شود و حضار هم شروع به سرزنش آلفردو کرده و از وی می‌خواهند که هر چه زودتر آنجا را ترک کند (Di donne ignobile insultatore, di qua allontanati, ne desti orror).
پدر آلفردو که به دنبال پسرش به سمت پاریس راه افتاده بوده، سر می‌رسد؛ او با دیدن ویولتا روی زمین و وحشت مدعوین، پی به رفتارهای ناشایست فرزندش می‌برد و عکس‌العمل‌های او را مایه سرافکندگی می‌شمارد. وی ابراز می‌کند که اگر یک مرد به زنی توهین کند، هر چقدر هم که عصبانی بوده باشد، خود نیز مستحق دشنام و ناسزاست (Giorgio, Alfredo, Violetta, chorus: Di sprezzo degno sè stesso rende chi pur nell'ira la donna offende).
حال ویولتا کمی بهتر می‌شود؛ فلورا و دیگر بانوانی که آنجا بودند از او می‌خواهند که سالن را ترک کند؛ اما زن رنجیده خاطر به سمت آلفردو می‌رود و ابراز می‌دارد که او هیچگاه عشق پاک ویولتا را درک نکرده‌است (Alfredo, Alfredo, di questo core non puoi comprendere tutto l'amore...).

### پرده سه
اتاق خواب ویولتا
دکتر گرنویل به آنینا می‌گوید که بیماری سل ویولتا به شدت پیشرفت کرده و او مدت زیادی دوام نخواهد آورد. هنگامی که ویولتا در اتاقش تنها گذاشته می‌شود، نامه پدر آلفردو را می‌خواند مبنی بر اینکه آلفردو و بارون دوئل کرده‌اند و نتیجه آن تنها زخمی شدن بارون بوده‌است. او همچنین ویولتا را مطلع می‌سازد که همه چیز را به پسرش گفته و حالا آلفردو میداند که به چه دلیل ویولتا تصمیم گرفته او را ترک کند. جیورجیو در ادامه می‌نویسد که به زودی آلفردو برای دیدن ویولتا و عذر خواهی از او نزدش خواهد آمد؛ اما حس بیماری و ضعف شدید ویولتا به او می‌گوید که دیگر بسیار دیر شده و رویاهایی که در سر داشته، هیچگاه به واقعیت نخواهند پیوست (Violetta: Addio, del passato bei sogni ridenti).
آنینا با عجله وارد اتاق ویولتا می‌شود و خبر ورود آلفردو را می‌دهد. این دو دلداده با دیدن هم، یکدیگر را در آغوش می‌گیرند و آلفردو از ویولتا می‌خواهد که با هم پاریس را ترک کنند و دوباره زندگی مملو از عشق و شادیشان را از سر بگیرند (Alfredo, Violetta: Parigi, o cara, noi lasceremo). با دیدن آلفردو، ویولتا جان تازه ایی می‌گیرد و برای لحظاتی احساس می‌کند که بیماری از وجودش رخت بربسته؛ اما اندکی بعد، باز هم درد و ناتوانی به سراغش می‌آید و به معشوقش می‌گوید که قسمت او مرگ در جوانی است و شاید سرنوشت آلفردو جور دیگری رقم خورده باشد (Alfredo, Violetta: Gran Dio!...morir sì giovane).
حال ویولتا لحظه به لحظه وخیم تر می‌شود و پدر آلفردو، در حالیکه به شدت از کرده خود پشیمان بوده، به همراه دکتر وارد می‌شود. ویولتا و آلفردو یکدیگر را در آغوش می‌گیرند و با هم آوازی عاشقانه می‌خوانند. ناگهان ویولتا از جا بلند می‌شود و می‌گوید که دیگر هیچ دردی او را آزار نمی‌دهد؛ اما تنها لحظاتی بعد، در میان بازوان آلفردو جان می‌سپارد.